# Kalli (Saaremaa)
Koordinaten: 58° 24′ N, 22° 52′ O
Kalli ist ein Dorf (estnisch küla) auf der größten estnischen Insel Saaremaa. Es gehört zur Landgemeinde Saaremaa (bis 2017: Landgemeinde Valjala) im Kreis Saare.

## Einwohnerschaft und Lage
Das Dorf hat 24 Einwohner (Stand 31. Dezember 2011). Es liegt 26 Kilometer nordöstlich der Inselhauptstadt Kuressaare.

## Geschichte
Der Hof Calli wurde im Jahre 1426 erstmals urkundlich erwähnt. Er wurde damals an einen gewissen Hinrik Jürs verlehtn.